# Serdar Kesimal
Serdar Kesimal (ur. 24 stycznia 1989 w Wuppertal) – turecki piłkarz występujący na pozycji obrońcy. Zawodnik Akhisaru Belediyespor.

## Kariera klubowa
Kesimal urodził się w RFN w rodzinie pochodzenia tureckiego. Zawodową karierę rozpoczynał w 2006 roku w klubie Wuppertaler SV z Regionalligi Nord. W sezonie 2006/2007 rozegrał tam 1 ligowe spotkanie. W 2007 roku odszedł do juniorów zespołu 1. FC Köln. W 2008 roku został włączony do jego rezerw występujących w Regionallidze West. Spędził w nich rok.
W 2009 roku Kesimal podpisał kontrakt z tureckim Kayserisporem. W Süper Lig zadebiutował 29 sierpnia 2009 roku w wygranym 3:0 pojedynku z Denizlisporem. 27 sierpnia 2010 roku w zremisowanym 1:1 spotkaniu z Ankaragücü strzelił pierwszego gola w Süper Lig. W 2011 roku przeszedł do Fenerbahce, a w 2016 roku odszedł do Akhisaru Belediyespor.

## Kariera reprezentacyjna
W reprezentacji Turcji Kesimal zadebiutował 17 listopada 2010 roku w przegranym 0:1 towarzyskim meczu z Holandią.